# European Society for Translation Studies

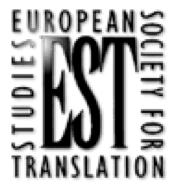
Logo:Jürgen Schopp

European Society for Translation Studies ( EST ) är en internationell ideell organisation som främjar forskning om översättning, tolkning och lokalisering.

## Namn och förkortning
Föreningen registrerades den 28 maj 1993 hos Bundespolizeidirektion i Wien som "Europäische Gesellschaft für Translationswissenschaft (European Society for Translation Studies - EST)". Föreningen är reglerad enligt österrikisk lag är dess konstitution på tyska men föreningens officiella språk är engelska, så det engelska namnet råder. Förkortningen "EST" ska uttalas som separata bokstäver.

## Mål
Föreningens mål enligt stadgarna är att främja forskning i översättning och tolkning, att främja ytterligare utbildning för lärare i översättning och tolkning, samt att erbjuda råd i utbildningsfrågor av översättare och tolkar.

## Historia
Den 12 september 1992 enades deltagarna på den internationella konferensen "Translation Studies - An Interdiscipline " i Wien att grunda föreningen, som sedan registrerades den 28 maj 1993.
Föreningen har hållit kongresser vart tredje år sedan grundandet. Konferenser har hållits i Prag (1995), Granada (1998), Köpenhamn (2001), Lissabon (2004), Ljubljana (2007), Leuven (2010), Germersheim (2013), Aarhus (2016) och Stellenbosch (2019). Den tionde kongressen är planerad att äga rum i Oslo, Norge, 2022. 

## Kommittéer
Föreningens arbetar genom en styrelse, ett råd och ett antal kommittéer, var och en som har en specifik uppgift. Kommittéerna är följande Young Scholar Prize Committee (ansvarig för att utvärdera ansökningarna till utmärkelsen för unga forskare), Event Grant Committee (ansvarig för att utvärdera ansökningarna om stipendier för att anordna evenemang), Book Purchase Grant Committee (ansvarig för att utvärdera ansökningarna om medel till bokinköp), the Translation Committee (ansvarig för att utvärdera ansökningarna om stipendier för översättning av översättningsvetenskaplig litteratur), och wiki-kommittén (som arbetar med att främja översättningsvetenskap på wikipedia, bland annat genom att ordna skrivarstugor).
Ordförande: 
- Mary Snell-Hornby (1992–1998)
- Yves Gambier (1998–2004)
- Daniel Gile (2004–2010)
- Anthony Pym (2010–2016)
- Arnt Lykke Jakobsen (2016–2019) samt (2019–

2017 initierades den internationella doktorandutbildningen i översättningsvetenskap som är ett konsortium av universitet, detta var ett arbete som gjorts inom en EST kommitté för en internationell doktorandutbildning. I och med att utbildningskonsortiet grundades upphörde kommittén.

## Priser
Föreningen delar ut flera priser. Pris för unga forskare för att delta i sommarskolor i översättningsvetenskap, stipendier till universitet för inköp av publikationer inom översättningsvetenskap, stipendier till organisationer för att ordna översättningsvetenskapliga evenemang och stipendier till översättare för att översätta översättningsvetenskaplig litteratur. Var tredje år delar också föreningen ut ett pris till den bästa unga forskaren i översättningsvetenskap.

## Resurser för forskare
På föreningens hemsida finns också material för forskare exempelvis uppdaterade länkar till listor över konferenser, online tidskrifter, forskargrupper, utbildningsinstitutioner för översättning och tolkning, online bibliografier och videointervjuer med översättningsvetare. Webbplatsen har också en lista över forskningsfrågor inom översättning och tolkning, och en samling tips och riktlinjer för unga forskare.

## Publikationer
Föreningen redigerar böcker med artiklar från dess konferenser:
- Snell-Hornby, Mary, Franz Pöchhacker and Klaus Kaindl (eds). 1994. Translation Studies. An Interdiscipline. Amsterdam & Philadelphia: John Benjamins.
- Snell-Hornby, Mary, Zuzana Jettmarová and Klaus Kaindl (eds). 1997. Translation as Intercultural Communication. Amsterdam & Philadelphia: John Benjamins.
- Chesterman, Andrew, Natividad Gallardo San Salvador and Yves Gambier (eds). 2000.Translation in context. Amsterdam & Philadelphia: John Benjamins.
- Hansen, Gyde, Kirsten Malmkjær and Daniel Gile (eds). 2004. Claims, Changes and Challenges in Translation Studies. Amsterdam & Philadelphia: John Benjamins.
- Gambier, Yves, Miriam Shlesinger and Radegundis Stolze (eds). 2007: Doubts and Directions in Translation Studies. Amsterdam & Philadelphia: John Benjamins.
- Gile, Daniel, Gyde Hansen & Nike Pokorn (eds). 2010. Why Translation Studies Matters. Amsterdam & Philadelphia: John Benjamins.
- Way, Catherine, Sonia Vandepitte, Reine Meylaerts and Magdalena Bartłomiejczyk (eds). 2013. Tracks and Trecks in Translation Studies. Amsterdam & Philadelphia: John Benjamins.
- Dam, Helle Vrønning, Brøgger, Matilde Nisbeth & Zethsen, Karen Korning (eds). 2019. Moving Boundaries in Translation Studies. London/New York: Routledge.